# Alpha Volantis
Alpha Volantis (α Vol, α Volantis) é uma estrela na constelação de Volans. Com uma magnitude aparente de 4,00, é a quinta estrela mais brilhante da constelação, mesmo tendo a designação "Alpha" (que normalmente é dada à estrela mais brilhante da constelação). Com base em medições de paralaxe, está localizada a aproximadamente 124,9 anos-luz (38,3 parsecs) da Terra.
Alpha Volantis é uma estrela peculiar do grupo das estrelas Am, tendo uma classificação estelar de kA3hA5mA5 V. É uma estrela de classe A da sequência principal com uma temperatura efetiva de 8 198 K Tem uma massa de 2,2 vezes a massa do Sol e um raio de 2,5 vezes o raio solar. Sua idade estimada é de 420 milhões de anos.